# Faculté des sciences juridiques, économiques et sociales de Casablanca
La Faculté des sciences juridiques, économiques et sociales de Casablanca ( FSJES d'Ain Chok ) est un établissement universitaire marocain rattaché à l'Université Hassan II de Casablanca. Fondée en 1975, elle se situe Route d'El Jadida à  Casablanca.

## Diplômes
- Bac +2: Diplôme d'Études Universitaires Générales
- Bac +3: Licence des Études fondamentales
- Bac +5: Master
- Bac +8: Doctorat

## Formation

### Département des Sciences Juridiques
Licence Fondamentales  (3 ans)
- Licence en droit  privé. (en français et en arabe)
- Licence en droit  privé. - Section droit d'entreprise - (en français)
- Licence en droit  public. (en français et en arabe)

Masters (2 ans)
- Masters en droit des Affaires. (en Français et en Arabe)
- Masters en droit constitutionnel et les Institutions publiques. (en Arabe)
- Masters en droit des transports. (en français)
- Masters en droit administratif et institutions administratives. (en Français)
- Masters en sociologie politique et dynamique sociale. (en français)
- Masters en communication politique.(en Français)
- Masters en les nouvelles tendances du droit International. (en français)
- Masters en gouvernance publique et audit du développement durable. (en français)

Doctorat
- Doctorat en droit privé.
- Doctorat en droit public et sciences politiques.

### Département des Économique et Gestion
Licence Fondamentales  (3 ans)
- Licence en Économie et gestion.
- Licence en Gestion.

Licence professionnelle  (3 ans)
- Licence en Techniques de vente et relations clientèles.
- Licence en Management des organisations - création et gestion des PME.
- Licence en Management appliqué.
- Licence en Comptabilité, finance, audit.
- Licence en Techniques bancaires et financières.
- Licence en Techniques douanières.
- Licence en Métier du fiscaliste

Masters (2 an)
- Masters en Management logistique.
- Masters en Finance.
- Masters en Économie internationale.
- Masters en Banques et marchés financiers.
- Masters en Audit et contrôle de gestion et système d’Information.
- Masters en Marketing.
- Masters en Détection et prévention de criminalité financière organisée.
- Masters en Commerce international.
- Masters en Stratégie et management de l’innovation.
- Masters en Économétrie appliquée et analyse de la modélisation des comportements micro et macro économiques.
- Master en Actuariat et gestion de Risques
- Master en Banque et Finance Participative
- Master en contrôle, comptabilité et audit (CCA)
- Master en Gestion des Ressources Humaines (GRH)
- Master en Système d'informations d'aide à la décision en Management (SIADM)
- Master en Management de la chaîne logistique
- Master en Techniques douanières et commerce extérieur

Doctorat
- Doctorat en Économie.
- Doctorat en Gestion.

## Documentation
La bibliothèque de la FSJES De Casablanca détient environ 14 000 volumes et périodiques et compte, à ce titre, parmi les plus importantes dans les domaines du droit, Science Politiques, et des relations internationales.

### Centre de recherche doctorale
La FSJES Casablanca propose un Centre de recherche doctorale de Sciences juridiques, politiques, économiques et de gestion.

## Vie associative
- Students In Free Entreprise (S.I.F.E)
- Association Sport, Culture et Loisirs (A.S.C.L)
- Mouvement Culturel Amazigh section ANFA (MCA ANFA)
- Union Nationale des Etudiants du Maroc section Casablanca (UNEM CASABLANCA)
- Enactus Université Hassan II (ENACTUS UHIIC)
- Enactus FSJESAC

## Publication
- Revue de la Faculté de droit de l'UH2C (Université Hassan II de Casablanca)

## Personnalités liées

### Enseignants et anciens enseignants
- Abderrahmane Amalou

### Anciens étudiants
- Mohamed Achergui : Président du conseil constitutionnel.
- Khalid Naciri :  un avocat et homme politique marocain. (l'ex Ministre de Communication Marocain)
- El Mostafa Ramid : un avocat et homme politique marocain. (Ministre de la Justice et des Libertés Marocain)
- Ali Belhaj :  Président de la région de l'oriental
- Brahim Ould M'Barreck Ould Mohamed El Moctar : Ministre de l'agriculture mauritanienne.